# Nikefor Brijenij
Nikefor Brijenij (srednjeveško grško Νικηφόρος Βρυέννιος, latinizirano: Nikēphoros Bryennios), bizantinski general, državnik in zgodovinar, * 1062, Orestias (Orestiada), Makedonija, † 1137, Bizanc.

## Življenjepis
Nikeforov oče (ali stari oče z istim imenom) je bil guverner teme Drač in se je uprl šibkemu cesarju Mihaelu VII. Dukasu, vendar ge je bodoči cesar Aleksej I. Komnen porazil in oslepil. Njegovemu sinu Nikeforu Brijeniju, ki je slovel po znanju, lepoti in privlačnosti, je bil Aleksej kljub temu naklonjen, zato ga je poročil s svojo hčerko Ano Komneno in mu podelil častna naslova kaisar in panhipersebastos. 
Brijenij je med prvo križarsko vojno leta 1097 uspešno branil obzidje Bizanca pred napadi Godfreja Bujonskega. Kasneje je vodil mirovna pogajanja med Aleksejem in knezom Bohemondom I. Antioškim, ki so leta 1108 pripeljala do podpisa Devolske mirovne pogodbe. Leta 1116 je igral pomembno vlogo pri porazu Malik Šaha, seldžuškega sultana Rüma. 
Po Aleksejevi smrti ni želel sodelovati v zaroti, ki sta jo kovali njegova tašča Irena Dukas in soproga Ana Komnena proti Aleksejevemu sinu cesarju Ivanu II. Komnenu, v kateri naj bi po odstavitvi cesarja on zasedel cesarski prestol. Soproga je njegovo zavrnitev pripisala strahopetnosti, iz njegovih del pa je razvidno, da je imel upor proti zakonitemu dediču krone za zločinsko dejanje in zato v njem ni želel sodelovati. Očitamu mu lahko samo to, da ni že na samem začetku zarote preprečil. 
Z novim cesarjem Ivanom II. je bil v prijateljskih odnosih. Leta 1137 ga je spremljal na vojaškem pohodu v Sirijo. Zaradi bolezni se je moral s pohoda vrniti v Bizanc, kjer je še istega leta umrl.

## Družina
S soprogo Ano Komneno je imel štiri otroke
- Alekseja Komnena, velikega vojvodo (megas dux), * okrog 1102, † 1161/1167
- Ivana Dukasa, * okrog 1103, † po 1173
- Ireno Dukas, * okrog 1105, † ?
- Marijo Brijenijano Komneno, * okrog 1107, † ?

## Knjižna dela
Na predlog svoje tašče Irene Dukas je Nikefor Brijenij napisal zgodovino ("Gradivo za zgodovino") obdobja od leta 1057 do 1081 - od zmage Izaka I. Komnena nad Mihaelom VI. do padca cesarja Nikefora III. Botanijata, ko je na prestol prišel Aleksej I. Komnen. Delo je bolj podobno družinski kroniki kot zgodovini, ker v njem predvsem poveličuje družino Komnenov. Del uvoda je verjetno pripisan kasneje.
Del informacij je dobil od starejših sodobnikov, na primer od svojega tasta, in iz spisov Mihaela Pselosa, Ivana Skilicesa in Mihaela Atelejatesa. 
Kot bi lahko pričakovali, je zaradi tesnih stikov s cesarsko družino njegovo gledanje zelo osebno, na drugi strani pa je imel zaradi tega dostop do virov informacij. Pri pisanju se je dokaj uspešno zgledoval po Ksenofonu. Izogibal se je preobširni uporabi prispodob in metafor, zato je njegov slog jedrnat in preprost.
"Gradivo za zgodovino" je po njegovi smrti uporabila njegova soproga Ana Komnena za pisanje svoje Aleksijade.

## Knjižne izdaje
- Editio princeps, ki jo je izdal Petrus Possinus leta 1661.

### Kasnejše izdaje
- V Bonn Corpus Scriptorum Historiae Byzantinae, ki jo je izdal A. Meineke leta 1836) z du Cangejevimi komentarji
- Migne, Patrologia Graeca, cxxvii.